# Kaligrafija
Kaligrafija (od grč.  — „lepota” i γραφή — „pisanje”) je umetnost lepog pisanja koja vodi poreklo iz Kine. Ona je dizajn i izrada slova sa širokim šiljatim instrumentom, četkom, ili drugim instrumentom za pisanje.‍:17 Savremena definicija kaligrafske veštine je „umetnost davanja forme znakovima na izražajan, harmonistički i vešt način“.‍:18 Stil kaligrafije je opisan kao ruka ili alfabet.
Kaligrafija se proteže od funkcionalnih i ručnih zapisa do prefinjenih umetničkih komada, gde ručno pisani tragovi uzimaju prvenstvo nad čitkim pisanjem. Veština kaligrafije se razlikuje od tipografije i neklasičnih ručnih pisanja. Osobenosti su istorijski podeljene, tečno i spontano, improvizovane u momentu pisanja.
Kaligrafija se nastavlja do izvestačenog načina izražavanja u formama različitih pozivnica, slovnog dizajna/tipografija, originalnih ručno pisanih natpisa, logo dizajna, ovlašćene kaligrafije umetnosti, uverenja, mapa i drugih radova koji uključuju pisanje (na primer Prikaz slovne umetnosti). Ona se isto tako koristi za pozorišne i pokretne slike za film i televiziju, svedočanstva, uverenja o rođenju i smrti, mape, i druge pisane dokumente.

## Istočnoazijska kaligrafija
U azijskoj kaligrafiji najčesće se koriste četkice za mastilo pri pisanju kineskih znakova (zvanim „Hanzi“ u kineskom, „Handža“ u korejskom, „Kandži“ u japanskom, i „Han Tu“ u vijetnamskom). Kaligrafija (u kineskom 書法, u korejskom 書藝, u japanskom 書道) znači „put pisanja“). Smatra se najvažnijom umetnošću istočne Azije i najprefinjenijom formom istočnoazijskog slikanja.
Kaligrafija je takođe uticala na nastanak monohromatičnog slikanja Suibokua, koje koristi slične alatke i tehnike. Kaligrafija je uticala na najvažnije stilove umetnosti u istočnoj Aziji, uključujući sumije, stil kineskog, korejskog i japanskog slikanja u potpunosti zasnovanog na kaligrafiji.
| Glavne osobine kineskih kaligrafskih znakova | Glavne osobine kineskih kaligrafskih znakova | Glavne osobine kineskih kaligrafskih znakova | Glavne osobine kineskih kaligrafskih znakova | Glavne osobine kineskih kaligrafskih znakova |
| Engleski nazivi                              | Hanzi(Pinyin)                                | Hangul(Revised romanization of Korean\|RR)   | Rōmaji                                       | Quốc ngữ                                     |
| -------------------------------------------- | -------------------------------------------- | -------------------------------------------- | -------------------------------------------- | -------------------------------------------- |
| Seal script                                  | 篆書(Zhuànshū)                               | 전서(Jeonseo)                                | Tensho                                       | Triện thư                                    |
| Clerical script (Zvanična slova)             | 隸書 (隷書)(Lìshū)                           | 예서(Yeseo)                                  | Reisho                                       | Lệ thư                                       |
| Regular Script (Block script)                | 楷書(Kǎishū)                                 | 해서(Haeseo)                                 | Kaisho                                       | Khải thư                                     |
| Running script (Polu-kurzivna slova)         | 行書(Xíngshū)                                | 행서(Haengseo)                               | Gyōsho                                       | Hành thư                                     |
| Grass script (Kurzivna slova)                | 草書(Cǎoshū)                                 | 초서(Choseo)                                 | Sōsho                                        | Thảo thư                                     |

## Indijska kaligrafija
Većina indijske kaligrafije ima religiozne uticaje. Nedostatak modernih slikarskih tehnologija rezultuje bogatim nasleđem kaligrafije, u skoro svim indijskim jezicima. Posebno, religija Sikh obezbeđuje bogatu kolekciju. Sveta knjiga Sikha je po tradiciji bila ručno pisana i u potpunosti rasvetljena primerima.

## Tibetanska kaligrafija
Kaligrafija se nalazi u centralnom delu tibetanske kulture. Rukopis je izveden od indijskih pisanih dokumenata. Kao i u Kini, plemići Tibeta, visoke Lame, i stanovnici palate „Potala“, su bili jako sposobni kaligrafi.
Tibet je bio centar budizma kroz nekoliko vekova, a religijska mesta su od velikog značaja za razvoj kaligrafije. Skoro sva religijska pisanja visokog nivoa se koriste kaligrafijom, uključujući i pisma koja su poslana od Njegove svetosti, „Proročanstvo palate Potala“, i drugih religioznih i svetovnih vlasti. Kaligrafija je posebno očevidna u njihovim molitvenim krugovima. U davnini tibetanski kaligrafi koristili su četke za pisanje, a danas se najčešće služe rezanim olovkama i flomasterima.

## Persijska kaligrafija
Persijska kaligrafija je kaligrafija persijskog sistema pisanja. Istorija kaligrafije u Persiji javlja se pre nastanka islamske vere. U Zoroastrijanizmu, lepota i čitkost pisanja su bili uvek nagrađivani.
Glavni tipovi, odnosno rukopisi persijske kaligrafije su „nastalik“, „šekasteh-nastalik“ i „Nagaši-kat“.

## Islamska kaligrafija
Islamska kaligrafija (kaligrafija u arapskom se naziva „Kat ul-jad“ (خط اليد)) je stanovište islamske umetnosti, koja se uporedo širila sa islamskom religijom i arapskim jezikom.
Arapska/persijska kaligrafija je udružena sa geometrijskom islamskom umetnošću (arabeska) na zidovima i tavanicama džamija.
Umesto opozivanja nečega povezanog sa stvarnošću izgovorene reči, kaligrafija za muslimane je vidljivo izražavanje najveće umetnosti od svih, umetnosti svete reči. Kaligrafija je najviše obožavana forma islamske umetnosti, jer obezbeđuje vezu između jezika muslimana i religije islama. Sveta knjiga islama, „Kuran“, je odigrala važnu ulogu u razvoju i evoluciji arapskog jezika, a kroz širenje i u arapskom alfabetu. Izreke i odlomci iz „Kurana“ su još uvek aktivni izvori za islamsku kaligrafiju.
Postojala je snažna paralela tradicije ka islamskoj, između aramejskih i hebrejskih naučnika, viđenih u radovima poput hebrejski prosvetljene Biblije 9. i 10. veka. Islamska kaligrafija je bila forma umetnosti.
Muslimani veruju da samo Alah može stvoriti slike ljudi i životinja.

## Zapadna kaligrafija
Zapadna kaligrafija je kaligrafija latinskog pisanog sistema i od manjeg je značaja u odnosu na grčki i ćirilični pisani sistem. Raniji alfabeti su se razvijali u periodu od 3000 godina pre nove ere. Od etrurskog alfabeta razvio se latinski alfabet. Velika slova (majuskule) su slova koja su se prva pojavila, a zatim je sledio pronalazak malih slova (minuskula) u karolinškom periodu.
Teške rolne papirusa su zamenjene Rimskim prvim knjigama, sa početnim jednostavno uvijenim stranama u pergamentu napravljenim od životinjskih koža. Olovke od trske su zamenjene ptičjim perima za pisanje.
Hrišćanske crkve su promovisale razvoj pisanja kroz obilato kopiranje Biblije, posebno Novog zaveta, ali i drugih svetih tekstova. Dva različita stila pisanja, koji su bili poznati kao inčani i polu-inčani, su razvijeni od podvrste rimskih ručnih knjiga. „Unca“ je latinska reč za inč. Vrhunac uspeha keltskih prosvetljenih rukopisa bio je u periodu od 7. do 9. veka. Kao primeri navode se: „Durova knjiga“, „Lindisfarnovo jevanđelje“ i „Knjiga o Keltima“.
Šarlemanjova odanost za obrazovno usavršavanje nastala je kao posledica pridobijanja „gomile natpisa“, usklađenih sa Alkuinom Opatom Jorkom. Oni su razvili stil koji je bio poznat kao „Karolina“ ili „Karolingijske minuskule“ (minuskula je sinonim za slučaj koji je od manjeg značaja). Prvi rukopis koji je imao uticaja bio je „Godeskalkovo jevanđelje“ (završeno 783.), koje je pisano po uzoru na Godeskalka.
Moderni tip knjiga danas vodi poreklo upravo od karolingijskih ostataka.
Crno pismo (poznato kao gotsko) i njegove varijacije Rotunde postepeno razvijene od karolinških rukopisa tokom 12. veka. Kroz naredna 3 veka prepisivači u severnoj Evropi su koristili zbijenu i zaoštrenu formu Gotskog pisma. Oni su u Italiji i Španiji davali prednost približnom ali još uvek težem obliku Rotunda. U periodu od 15. veka italijanski prepisivači se vraćaju rimskim i karolingijskim modelima pisanja i dizajniranja italičnog stila pisanja (Chansery kurziv).
Ove tri vrste: gotski, italički i romanski su postale modeli štampanih pisama. Johan Gutenberg je koristio gotski stil za štampanje Biblije, a od manjeg značaja bile su mu italične i romanske forme, koje kasnije postaju standardne.
Tokom srednjeg veka, stotine hiljada rukopisa su proizvedene: neki su bili ukrašeni zlatnim i finim slikanjem, neki ilustrovani linijama, a pojedini su se sastojali samo od teksta.

## Oživljavanje zapadne kaligrafije
Ručno pisane i ručno ukrašavane knjige u znatnoj meri prestaju da se proizvode oko 1051. godine, kada štampanje postaje sve prisutnije. Međutim, krajem 19. veka, Vilijam Moris. Umetnosti i veštine kretanja redefinisali su, oživeli i popularizovali englesku kaligrafiju. Morisova estetika i filozofija uticala je na mnoge kaligrafe, uključujući Edvarda Džonstona i Erika Gila. Edvard Džonston je izumeo svoj stil potpuno zaoštrenog rukopisa nakon proučavanja desetovekovnih rukopisa. Kao što je Ramzi Psalter, BL, Harli MS 2904, prateći uputstva gospodina Sidneja Kokerela u Fitcerbert muzeju.
Džonstonov najbolji rad “Pisanje, prosvetljivanje i natpisi”, objavljen je 1906, nikada nije koristio činjenice “Osnovni” ili “Osnovni rukopis” po čemu je on ostao najzapamćeniji. Džonston je prvobitno podučavao svoje studente inčanom rukopisu pri čemu su koristili prave uglove, ali kasnije je to promenio koristeći oštre uglove. Prema ovom rukopisu prvo se odnosio kao prema “Foundational Hand” u ilustraciji 6 njegove publikacije iz 1909. godine, Džonstonova tipska slova postaju bazična za London Underground signage i nastavlja danas u izmenjenoj formi. Nova Dzonstonova tipska slova, izmenjeno izdanje pojavilo se 1988.
Uporedo sa Džonstonom, Austrijanac Rudolf Laris je učio pisanja u Bečkoj školi umetnosti i objavio je 6 knjiga o rukopisima koje su znatno uticale na nemačke kaligrafe. U područjima gde se govori nemački jezik nije bila napuštena upotreba Gotskog rukopisa, a gotski je takođe ostavio i jak uticaj na njihove stilove. Rudolf Koh je bio prijatelj i mlađi savremenik Larisa. Njegova knjiga, tipovi dizajna, i podučavanja učinila su da postane jedan od najuticajnijih kaligrafa 20. veka u severnoj Evropi, ali i u Sjedinjenim Američkim državama. Laris i Koh su podučavali i inspirisali mnoge evropske kaligrafe, a najugledniji među njima bili su: Fridrih Nojgebauer, Karldžordž Hefer i Herman Zapf.
Graili Hevit je bio najodgovorniji za oživljavanje umetnosti pisanja kao Džonstonov (1906) koautor dela "Pisanje, prosvetljivanje i natpisi" (9 odeljak), ali i preko sopstvenih publikacija, a najvažnija od njih je "Natpisi za studente i zanatlije" (1930). Hevit ima dosta kritičara, ali i podržavalaca u tumačenju Cenino Ceninovih srednjovekovnih geso sredstava Donald Džekson, veoma poznati Britanski kaligraf, je otkrio njegova geso sredstva i na drugim mestima.
Mnogi tipovi su bazirani na istorijskim rukopisima, kao sto su Crno pismo (uključujući Fraktur), Lombardik, Uncial, Italik, i Roundhand.
Bakrorez je stil kaligrafskog pisanja sa zaoštrenim perom umesto sa tupim. Ime potiče od oštrih linija pisanog stila koji podseća na gravure urezane u bakru. Bakrorez vrsta pokušaće da se nadmeće sa pismima graviranim u bakru.
Bakrorez je dobio ime po kopijama knjiga, 18. i 19. veka, koje su nastajale graviranjem bakarnih tanjira uz pomoć originalnog mastila. Studenti su neprestano radili na izradi kopija, iako prava kopija nije nikada dobijena, zato što je posao prvobitno bio rađen vajanjem bakarnih tanjira.

### Kaligrafija danas
Kaligrafija nastavlja i danas da se koristi i to za izradu grafičkog dizajna, logo dizajna, karti, menija, čestitki, pozivnica, pravnih dokumenata, diploma, poezije, vizitkarti i raznih prezentacija. Mnogi kaligrafi zarađuju svoja sredstva za život adresiranjem omota pozivnica za javne ili privatne događaje (uključujući i venčanja). Početni kaligrafski kursevi su namenjeni i deci i odraslima a sprovode se uz pomoć odgovarajuće literature.
Područje delovanja kaligrafske umetnosti danas je više od literalne reprodukcije istorijskih i religioznih tekstova. Pisane forme su postale apstraktnije i inkorporirane u posao koji ima više afiniteta ka savremenom slikarstvu nego ka antičkoj veštini pisanja. Apstraktno pisanje kod umetnika kao što je Novo Zelanđanin (Kolin Mek Kahon) neće biti prihvaćeno kao ”kaligrafija” kod većine praktičara, ali uprkos tome pojedinci pronalaze rad na biblijskim sadržajima veoma privlačnim. Razlika leži u manjku klasičnog književnog obrazovanja autora, u primeru Kolin Mek Kahon, što je predstavljeno u njegovom poslu.
U isto vreme unajmljen je Donald Džekson u saradnji sa internacionalnim skriptorijumom za rad na projektu 21. veka, Biblija svetog Džona, vrednom više miliona dolara, čija je izrada pri kraju. To je najrealnija i najrasvetljenija Biblija u zadnjih 500 godina, rađena istovremeno i antičkim i modernim tehnikama. U ranim godinama 20. veka “Buli Biblija” nije bila ovlašćena, iako je dovršena od strane studenta Edvard Džonstona.

### Savremeni kaligrafi
Internacionalna kratka lista poznatih kaligrafa, koji su unapredili kaligrafiju novog veka:
- Donald Džekson,
- Tomas Ingmajer,
- Dejv Vud,
- Hazel Dolbi,
- Fernando Lembo di Pino,
- Dzin Larher,
- Julian Vaters,
- Seila Vaters,
- Denis Braun,
- Brodi Nojensvander,
- Hans-Joakim Burgert,
- Timoti Donaldson,
- Gotfriajed Pott,
- Piter Gilderdejl i
- Katarina Pjper i
- Paul Shav.

Digitalna era olakšava stvaranje tvorevina i novog i istorijskog stilizovanog fonta: a hiljade su ih sada u upotrebi. Kaligrafija daje jedinstveni sadržaj svakoj individualnoj slovnoj formi sa upotrebom dizajnerskog planiranja. Korisnost digitalnog medija za kaligrafe neće biti ograničen samo na planiranje nove biblije svetog Džona već će olakšati i raniji ručni rad. Direktno pisanje u digitalnom mediju je sada olakšano putem grafičkih kartica i očekuje se da će porasti njegova upotreba predstavljanjem Majkrosoft Vindous Vista operativnog sistema (""Vista Pen Flicks"“) u 2007.
Epl predstavio je sličnu pogodnost u njihovom Tajger operativnom sistemu 2005. godine. Novi Leopardov operativni sistem biće takođe predstavljen i 2007. godine. Grafičke kartice olakšavaju kaligrafski dizajn više nego ogromne veličine umetničkih komada. Internet podržava kaligrafe, kao i umetnike rukopisa.

## Pribor
Osnovni pribor za kaligrafiju je:
- Kaligrafsko pero (različitih širina u zavisnosti od veličine teksta, papira i dr.),
- olovka (može biti obla ili zaoštrena-najčešće se zaoštrava na šmirgli samo jedna strana) i
- četkica.

U dekorativne svrhe koristi se više zaoštrena olovka i čelična četkica, kao i obična tanka pera za pisanje. Kaligrafija može biti izvedena i uz pomoć flomastera i hemijskih olovaka (najčešće se time izvodi moderna kaligrafija).
Mastilo za pisanje je obično vodootporno i mnogo manje viskozno u odnosu na mastilo koje se koristi pri štampanju.
Visoko kvalitetni papir, koji ima dobru konzistenciju poroznosti, omogućava čistije linije, takođe se često koristi pergament ili velum. Jedan od boljih papira koji se koriste za kaligrafske projekte je Fabriano Artistico (može se naći u bolje snabdevenim knjižarama) raznih debljina. Fabriano je pogodan za kaligrafske projekte jer odlično prima temperu ili druge tečne boje koje se koriste za ornamentiku. *Ne sme da se savija jer puca zbog pamuka!*
Kaligrafija se takođe može izvoditi četkicama od prirodnih vlakana koje se ne otiru i odlicno primaju tuš, tj. mastilo.
Zahvaljujući postojanju ovakvog pribora kaligrafi izrađuju najkvalitetnija kaligrafska dela velike umetničke vrednosti. Veličina i dekoracija slova doprinose estetici.

## Literatura
- Mediaville, Claude (1996). Calligraphy: From Calligraphy to Abstract Painting. Belgium: Scirpus-Publications. ISBN 978-90-803325-1-5.
- Diringer, D. (1968). The Alphabet: A Key to the History of Mankind. 1 (3rd изд.). London: Hutchinson & Co. стр. 441.
- Fraser, M.; Kwiatowski, W. (2006). Ink and Gold: Islamic Calligraphy. London: Sam Fogg Ltd.
- Johnston, E. (1909). „Plate 6”. Manuscript & Inscription Letters: For schools and classes and for the use of craftsmen. San Vito Press & Double Elephant Press. 10th Impression
- Marns, F.A (2002) Various, copperplate and form, London
- Mediavilla, Claude (2006). Histoire de la calligraphie française. Paris: Michel. ISBN 978-2226172839.
- Shepherd, Margaret (2013). Learn World Calligraphy: Discover African, Arabic, Chinese, Ethiopic, Greek, Hebrew, Indian, Japanese, Korean, Mongolian, Russian, Thai, Tibetan Calligraphy, and Beyond. Crown Publishing Group. стр. 192. ISBN 978-082308230-8.
- Schimmel, Annemarie (1984). Calligraphy and Islamic Culture. New York University Press. ISBN 9780814778302.
- Kosack, Wolfgang (2014). Islamische Schriftkunst des Kufischen; Geometrisches Kufi in 593 Schriftbeispielen. Deutsch - Kufi - Arabisch. 380 Seiten. Verlag Christoph Brunner. Basel. ISBN 978-3-906206-10-3..